# Tamara Clatterbuck
Tamara Clatterbuck (* 26. Mai 1963 in Seattle, Washington) ist eine US-amerikanische Schauspielerin.

## Leben
Clatterbuck begann ihre Karriere unter dem Namen Tami Bakke mit dem für 15.000 US-Dollar produzierten Low-Budget-Film Hobgoblins, der nach der Meinung von Oliver Kalkofe und Peter Rütten zu den schlechtesten Filmen aller Zeiten zählt. Als Tami Clatterbuck wirkte sie 1991 im B-Movie Alienkiller von John McNaughton mit. Ab Beginn der 1990er Jahre erhielt sie zudem Gastauftritte in Fernsehserien und Fernsehfilmen. Bekanntheit beim Fernsehpublikum erlangte sie durch ihre Darstellung der Alice Johnson in der Seifenoper Schatten der Leidenschaft, die sie zunächst zwischen 1998 und 2000 spielte; 2005 und 2017 kehrte sie in dieser Rolle für einige Episoden zurück. Von 2001 bis 2002 stellte sie in der Seifenoper Zeit der Sehnsucht Barb Reiber dar. 2004 erhielt Clatterbuck eine der Hauptrollen in der Reality-TV-Parodie My Big Fat Obnoxious Boss von Fox, welche das Format The Apprentice mit Donald Trump aufs Korn nahm.
Größere Filmrollen spielte Clatterbuck an der Seite von Rutger Hauer in Geoff Murphys Blind Side – Straße in den Tod, als Mutter der Zwillinge im Ashley und Mary-Kate Olsen Vehikel Top Secret – Zwei Plappermäuler in Australien, sowie neben Harvey Keitel im Thriller City of Industry von John Irvin. In Gastrollen sah man sie unter anderem in Akte X – Die unheimlichen Fälle des FBI, Cold Case – Kein Opfer ist je vergessen und Criminal Minds. Sie wird von wechselnden Synchronsprechern gesprochen.

## Filmografie (Auswahl)

### Fernsehen
- 1990: Murphy Brown
- 1997: Beverly Hills, 90210
- 1998: Palm Beach-Duo (Silk Stalkings)
- 1998: Profiler
- 1998–2017: Schatten der Leidenschaft (The Young and the Restless)
- 1999: Martial Law – Der Karate-Cop (Martial Law)
- 2001: Akte X – Die unheimlichen Fälle des FBI (The X-Files)
- 2001–2002: Zeit der Sehnsucht (Days of Our Lives)
- 2004–2005: My Big Fat Obnoxious Boss
- 2005: Emergency Room – Die Notaufnahme (ER)
- 2008: The Mentalist
- 2009: Cold Case – Kein Opfer ist je vergessen (Cold Case)
- 2010: Nip/Tuck – Schönheit hat ihren Preis (Nip/Tuck)
- 2014: Criminal Minds
- 2023: Will Trent

### Film
- 1988: Hobgoblins
- 1989: UHF – Sender mit beschränkter Hoffnung (UHF)
- 1991: Alienkiller (The Borrower)
- 1992: Die Grauenvolle Blutspur des Satans (Mind, Body & Soul)
- 1993: Blutige Flitterwochen (Kiss and Be Killed)
- 1996: Set It Off
- 1997: City of Industry
- 1998: Phoenix – Blutige Stadt (Phoenix)
- 2000: Top Secret – Zwei Plappermäuler in Australien (Our Lips Are Sealed)